# Prenolepis jacobsoni
Prenolepis jacobsoni är en myrart som beskrevs av W. C. Crawley 1923. Prenolepis jacobsoni ingår i släktet Prenolepis och familjen myror. Inga underarter finns listade i Catalogue of Life.